# Ameerega ignipedis
Espèce
Statut CITES
Ameerega ignipedis est une espèce d'amphibiens de la famille des Dendrobatidae.

## Répartition
Cette espèce est endémique de la province d'Ucayali dans la région de Loreto au Pérou. Elle se rencontre dans la Serranía de Contamana.

## Publication originale
- Brown & Twomey, 2009 : Complicated histories: three new species of poison frogs of the genus Ameerega (Anura: Dendrobatidae) from north-central Peru. Zootaxa, no 2049, p. 1-38.